# Wierchnij Karaczan
Wierchnij Karaczan (ros. Верхний Карачан) – wieś (sieło) w Rosji, w obwodzie woroneskim, w rejonie gribanowskim. W 2010 liczyła 1977 mieszkańców.

## Urodzeni
- Stiepan Chitrow – radziecki polityk.